# 오토모씨 (제번)
오토모 씨(일본어: 大友氏 오오토모우지[*])는 "오토모(大友)"를 씨로 삼는 씨족이다.
고대 일본 오미국과 그 주변에 살던 씨족이다. 성은 스구리. 중국에서 도래한 씨족이지만 일부는 백제 사람의 후예를 칭했다.